# 山田大樹
山田 大樹（やまだ ひろき、1988年7月30日 - ）は、茨城県つくば市出身の元プロ野球選手（投手）。左投左打。

## 経歴

### プロ入り前
つくば秀英高校では最速143km/hの速球を武器に1試合23奪三振を記録した。3年生だった2006年夏の茨城大会では背番号10ながら県内ナンバーワン左腕と評され、チームの先発投手の二枚看板としてベスト8進出に貢献した。なお、高校時代には大リーグのスカウトも視察に訪れたという。2006年度ドラフト会議にて福岡ソフトバンクホークスから育成選手1位指名を受けた。大学進学も検討していたが、支度金300万円、年俸240万円（いずれも推定）で入団。

### プロ入り後

#### ソフトバンク時代
2008年に左肘の手術を行った影響などもあって伸び悩み、育成選手の在籍期限となる3年間で通算24試合に登板して計3勝4敗と二軍で十分な成績を残せず2009年10月30日に一度自由契約となった。しかし、テスト生として参加したソフトバンクの秋季キャンプで、視察に訪れた球団会長の王貞治から素質を高く評価され、11月12日に改めて育成選手として契約を結んだ。それまで球速は140km/h前後だったものの、3年目の支配下登録期限を過ぎた8月の二軍戦で突如として150km/h台が出るようになり、これに他球団が目を付け、自由契約公示の直後には他球団から支配下契約でのオファーもあったというが、山田はソフトバンクとの育成再契約を選択した。
2010年は球速が152km/hまで上がり、3月17日に支配下選手登録。同じ長身左腕の金田正一のようになってほしい、という王の期待もあって背番号は34になった。ウエスタン・リーグの8試合でリーグトップの5勝を挙げ、防御率も同2位の2.76という投球内容が評価され、6月10日に初の一軍昇格。同日の福岡ドームでの対横浜ベイスターズ戦に先発した。その後は先発ローテーションに入り、先発3試合目となった6月24日の対北海道日本ハムファイターズ戦で9回途中まで1失点に抑えて、パ・リーグの育成出身選手として初の勝利投手になった。その後一軍のローテーションを守り、4勝を挙げた。ダルビッシュ有に投げ勝つ試合もあった。オフに豪州ウインターリーグに派遣された。
2011年は開幕からローテーションに定着、5月20日の対阪神タイガース戦では4安打完封勝利で、早くも自己最多タイとなる4勝目を挙げる。また、これがパリーグの育成出身投手としては初の完封勝利となった。最終的に規定投球回に到達しなかったが17試合に登板して7勝を挙げリーグ優勝に貢献した。11月17日の日本シリーズ第5戦に先発登板し、6回無失点で勝利投手となりパリーグの育成出身選手として日本シリーズ初勝利を挙げるなど8年ぶりに日本一にも貢献した。後年、この勝利を一番の思い出だと語っている。またアジアシリーズ2011では、予選リーグの韓国代表三星ライオンズ戦に先発し、7回無失点で勝利投手となった。
2012年は自己最多の8勝を挙げ、初めて規定投球回にも到達した。育成選手としてプロ入りした投手で規定投球回に到達したのは山田が初めてである。またホークスの高校から入団した左腕投手の規定投球回数クリアは、1972年南海ホークス時代の村上雅則以来であり、ホークスのドラフト指名選手としては初の選手となった（村上が入団した時はまだドラフト制度が無かった）。契約更改では、1000万円増の4000万円で更改した。
2013年はわずか9試合の登板で3勝3敗、防御率4.58の成績で終わった。オフにドミニカ・ウインターリーグに派遣されたが、2試合に先発し0勝2敗、防御率12.60と炎上し、途中からプエルトリコ・ウインターリーグへの派遣に異動になったが、ここでも2試合に登板し、0勝1敗、防御率10.13と残念な結果に終わっている。
2014年はウエスタン・リーグでは16試合に登板し、8勝1敗、防御率2.86の成績をあげていたが、一軍では1試合の先発に終わった。
2015年は好調な先発投手陣に割って入ることができず、支配下選手登録後では初めて一軍登板なしでシーズンを終了した。なお、ウエスタン・リーグでは16試合に登板し、5勝2敗、1完封、防御率3.42の成績だった。
2016年はウエスタン・リーグでは、9勝1敗、勝率.900、防御率1.49と最多勝・最高勝率・最優秀防御率の成績を収めるが、一軍では4試合登板、13回2/3イニング、1勝1敗、防御率5.93の成績だった。
2017年は一軍では先発で2試合に登板し1勝0敗、防御率3.68。ウエスタン・リーグでは、22試合に登板し、10勝5敗、防御率2.35の成績で、2年連続のウエスタン・リーグ最多勝を挙げるが10月29日に来シーズンの編成の構想外であることを通告された。戦力外の選手ながら、埼玉西武ライオンズ、阪神タイガース、東京ヤクルトスワローズの3球団から獲得調査がされている報道がなされ、最終的には11月11日に無償トレードでヤクルトへ移籍。同じ苗字の選手である山田哲人が在籍しているため、スコアボード上の表記は「山田大」となる。なお、背番号はヤクルトでも「34」。

#### ヤクルト時代
2018年は6月から先発ローテーション入りし、22日の読売ジャイアンツ戦で移籍後初先発を果たすも、2回2/3を投げ6失点で敗戦投手となった。翌週29日の阪神戦にも先発したが、3回で降板した。結局このシーズンはこの2試合のみの登板に留まり勝ち星を挙げることはできなかった。
2019年は中継ぎでの3試合で結果を残して6月下旬から先発ローテーションに加わると、7月8日の対横浜DeNA戦で6回途中3失点でヤクルト移籍後初勝利を挙げた。その後4連勝を記録するなど、ほぼ先発ローテーションを守りチーム3位タイの5勝を挙げた。年俸は700万円増となる2000万円となった。
2020年は開幕ローテーション入りを果たすも、2先発で2敗。以降は二軍でシーズンを過ごした。11月2日、戦力外通告を受けた。12月7日、12球団合同トライアウトに参加。シートバッティング形式での打者3人との対戦で、与四球1、奪三振1の結果だった。最速は142km/hをマークした。社会人野球やクラブチームからの誘いはあったものの、「自分のワガママで野球は続けられない」と家庭のことを考え、翌年1月末に現役引退を表明した。

### 現役引退後
引退後は妻の地元である名古屋に移住。引退当初はサラリーマン生活を考えたが、妻から不向きであると言われたため、資格を取得した上でトレーナーや指導者として野球に関わっていくことを思い立つ。引退後に専門学校に通って鍼灸師と柔道整復師の免許を取得した元チームメイトの馬原孝浩にも相談し、山田も鍼灸師の資格取得を目指すこととなった。しかし、引退を決断した時期には志望していた専門学校の願書提出期限を過ぎていたためすぐには入学できず、2022年4月より志望していた専門学校に通っている。専門学校に入るまでの空白期間となる2021年はマッサージ店でのアルバイトを考えるも、無給の講習期間があるために家族を養うのに難しいことから断念し、知り合いの紹介によりガソリンスタンドでのアルバイトで生活費を賄った。Number Webの取材では、専門学校入学後も何かしらのアルバイトで収入を得る予定である旨を述べている。
また、学生野球資格回復の研修を受け、2021年3月4日付で学生野球資格を回復。愛知工業大学名電高等学校硬式野球部監督・倉野光生からの誘いで、同年春より週1回のボランティアコーチ（テクニカルアドバイザー名義）を務めている。前述の専門学校入学後もコーチを続けたい旨を取材の中で述べており、実際に入学後の2022年も同部の指導に携わっている。

## 選手としての特徴
打者の手元で微妙に変化する平均球速約137km/hの速球を長身から投げ下ろし、これに加えてスライダー、チェンジアップなどで打たせて取るスタイルを持ち味とする軟投派の投手である。
プロ入り3年目で急激に球速が上がり、二軍戦で150km/h台の球速を計測することもあったが、一軍ではこの速球を見せることはなかった。山田は「なぜあの時だけ、あんな球が投げられたのか。結局分からないままでした」と語っている。

## 人物
2016年11月8日、同年7月に婚姻届を提出し、年末に挙式の予定と報じられた。現在は2児の父になっており、ヤクルト退団後に開設したInstagramアカウントでは実子の写真を載せている。

## 詳細情報

### 年度別投手成績
| 年 度     | 球 団        | 登 板 | 先 発 | 完 投 | 完 封 | 無 四 球 | 勝 利 | 敗 戦 | セ 丨 ブ | ホ 丨 ル ド | 勝 率 | 打 者 | 投 球 回 | 被 安 打 | 被 本 塁 打 | 与 四 球 | 敬 遠 | 与 死 球 | 奪 三 振 | 暴 投 | ボ 丨 ク | 失 点 | 自 責 点 | 防 御 率 | W H I P |
| --------- | ------------ | ----- | ----- | ----- | ----- | -------- | ----- | ----- | -------- | ----------- | ----- | ----- | -------- | -------- | ----------- | -------- | ----- | -------- | -------- | ----- | -------- | ----- | -------- | -------- | ------- |
| 2010      | ソフトバンク | 13    | 12    | 0     | 0     | 0        | 4     | 4     | 0        | 0           | .500  | 266   | 58.2     | 59       | 6           | 33       | 0     | 7        | 44       | 3     | 1        | 33    | 30       | 4.60     | 1.57    |
| 2011      | ソフトバンク | 17    | 17    | 1     | 1     | 0        | 7     | 7     | 0        | 0           | .500  | 446   | 110.2    | 88       | 7           | 33       | 0     | 5        | 67       | 2     | 0        | 38    | 35       | 2.85     | 1.09    |
| 2012      | ソフトバンク | 24    | 24    | 1     | 0     | 1        | 8     | 10    | 0        | 0           | .444  | 623   | 148.2    | 129      | 10          | 57       | 0     | 9        | 83       | 1     | 0        | 51    | 46       | 2.78     | 1.25    |
| 2013      | ソフトバンク | 9     | 9     | 0     | 0     | 0        | 3     | 3     | 0        | 0           | .500  | 164   | 35.1     | 42       | 2           | 20       | 0     | 1        | 17       | 0     | 0        | 19    | 18       | 4.58     | 1.75    |
| 2014      | ソフトバンク | 1     | 1     | 0     | 0     | 0        | 0     | 1     | 0        | 0           | .000  | 26    | 5.0      | 5        | 0           | 6        | 0     | 0        | 0        | 0     | 0        | 3     | 3        | 5.40     | 2.20    |
| 2016      | ソフトバンク | 4     | 3     | 0     | 0     | 0        | 1     | 1     | 0        | 0           | .500  | 63    | 13.2     | 17       | 1           | 8        | 0     | 1        | 9        | 1     | 0        | 9     | 9        | 5.93     | 1.83    |
| 2017      | ソフトバンク | 2     | 2     | 0     | 0     | 0        | 1     | 0     | 0        | 0           | 1.000 | 32    | 7.1      | 7        | 1           | 4        | 0     | 0        | 4        | 2     | 0        | 3     | 3        | 3.68     | 1.50    |
| 2018      | ヤクルト     | 2     | 2     | 0     | 0     | 0        | 0     | 1     | 0        | 0           | .000  | 33    | 5.2      | 10       | 2           | 4        | 0     | 1        | 3        | 0     | 0        | 11    | 10       | 15.88    | 2.47    |
| 2019      | ヤクルト     | 14    | 11    | 0     | 0     | 0        | 5     | 4     | 0        | 0           | .556  | 268   | 62.1     | 70       | 10          | 16       | 1     | 1        | 45       | 1     | 0        | 29    | 27       | 3.90     | 1.38    |
| 2020      | ヤクルト     | 2     | 2     | 0     | 0     | 0        | 0     | 2     | 0        | 0           | .000  | 36    | 8.2      | 8        | 1           | 4        | 0     | 0        | 4        | 0     | 0        | 8     | 8        | 8.31     | 1.38    |
| NPB：10年 | NPB：10年    | 88    | 83    | 2     | 1     | 1        | 29    | 33    | 0        | 0           | .468  | 1957  | 456.0    | 435      | 40          | 185      | 1     | 25       | 276      | 10    | 1        | 204   | 189      | 3.73     | 1.36    |

### 年度別守備成績
| 年 度 | 球 団        | 投手  | 投手  | 投手  | 投手  | 投手  | 投手     |
| 年 度 | 球 団        | 試 合 | 刺 殺 | 補 殺 | 失 策 | 併 殺 | 守 備 率 |
| ----- | ------------ | ----- | ----- | ----- | ----- | ----- | -------- |
| 2010  | ソフトバンク | 13    | 0     | 5     | 1     | 0     | .833     |
| 2011  | ソフトバンク | 17    | 2     | 17    | 1     | 1     | .950     |
| 2012  | ソフトバンク | 24    | 3     | 28    | 1     | 0     | .969     |
| 2013  | ソフトバンク | 9     | 1     | 2     | 0     | 0     | 1.000    |
| 2014  | ソフトバンク | 1     | 0     | 2     | 0     | 0     | 1.000    |
| 2016  | ソフトバンク | 4     | 1     | 1     | 0     | 0     | 1.000    |
| 2017  | ソフトバンク | 2     | 0     | 2     | 0     | 0     | 1.000    |
| 2018  | ヤクルト     | 2     | 1     | 0     | 0     | 0     | 1.000    |
| 2019  | ヤクルト     | 14    | 5     | 3     | 1     | 2     | .889     |
| 2020  | ヤクルト     | 2     | 0     | 3     | 0     | 0     | 1.000    |
| 通算  | 通算         | 88    | 13    | 63    | 4     | 3     | .950     |

### 記録
投手記録
- 初登板・初先発登板：2010年6月10日、対横浜ベイスターズ3回戦（福岡Yahoo!JAPANドーム）、6回3失点
- 初奪三振：同上、1回表に下園辰哉から見逃し三振
- 初勝利・初先発勝利：2010年6月24日、対北海道日本ハムファイターズ9回戦（福岡Yahoo!JAPANドーム）、8回1/3を1失点
- 初完投勝利・初完封勝利：2011年5月20日、対阪神タイガース1回戦（福岡Yahoo! JAPANドーム）、4被安打7奪三振

打撃記録
- 初安打：2011年6月6日、対広島東洋カープ4回戦（MAZDA Zoom-Zoom スタジアム広島）、5回表に今村猛から左前安打
- 初打点：同上、5回表に弦本悠希から押し出し四球

### ウィンターリーグでの投手成績
| 年 度      | 球 団      | 登 板 | 先 発 | 完 投 | 完 封 | 無 四 球 | 勝 利 | 敗 戦 | セ 丨 ブ | ホ 丨 ル ド | 勝 率 | 打 者 | 投 球 回 | 被 安 打 | 被 本 塁 打 | 与 四 球 | 敬 遠 | 与 死 球 | 奪 三 振 | 暴 投 | ボ 丨 ク | 失 点 | 自 責 点 | 防 御 率 | W H I P |
| ---------- | ---------- | ----- | ----- | ----- | ----- | -------- | ----- | ----- | -------- | ----------- | ----- | ----- | -------- | -------- | ----------- | -------- | ----- | -------- | -------- | ----- | -------- | ----- | -------- | -------- | ------- |
| 2010-2011  | ブリスベン | 6     | 6     | 0     | 0     | 0        | 2     | 2     | 0        | --          | .500  | 149   | 33.0     | 36       | 4           | 21       | 0     | 1        | 32       | 2     | 0        | 18    | 18       | 4.90     | 1.73    |
| 2013-2014  | アギラス   | 2     | 2     | 0     | 0     | 0        | 0     | 2     | 0        | --          | .000  | 27    | 5.0      | 9        | 1           | 4        | 0     | 0        | 3        | 0     | 0        | 7     | 7        | 12.60    | 2.60    |
| 2013-2014  | カロリーナ | 2     | 1     | 0     | 0     | 0        | 0     | 1     | 0        | --          | .000  | 14    | 2.2      | 3        | 0           | 2        | 0     | 0        | 2        | 0     | 0        | 3     | 3        | 10.13    | 1.88    |
| ABL：1年   | ABL：1年   | 6     | 6     | 0     | 0     | 0        | 2     | 2     | 0        | --          | .500  | 149   | 33.0     | 36       | 4           | 21       | 0     | 1        | 32       | 2     | 0        | 18    | 18       | 4.90     | 1.73    |
| LIDOM：1年 | LIDOM：1年 | 2     | 2     | 0     | 0     | 0        | 0     | 2     | 0        | --          | .000  | 27    | 5.0      | 9        | 1           | 4        | 0     | 0        | 3        | 0     | 0        | 7     | 7        | 12.60    | 2.60    |
| LBPRC：1年 | LBPRC：1年 | 2     | 1     | 0     | 0     | 0        | 0     | 1     | 0        | --          | .000  | 14    | 2.2      | 3        | 0           | 2        | 0     | 0        | 2        | 0     | 0        | 3     | 3        | 10.13    | 1.88    |

### 背番号
- 121 （2007年 - 2010年3月16日）
- 34 （2010年3月17日 - 2020年）

### 登場曲
- 「Burning Heart」Survivor（2010年）
- 「Left & Right ～名も無き足跡～」湘南乃風（2011年）
- 「Good Feeling」フロー・ライダー（2012年）
- 「Turn up the music」Chris Brown（2013年）
- 「Myself... feat.大地」MUROZO（2014年）
- 「The Beginning」ONE OK ROCK（2015年）
- 「BANG BANG BANG(日本語Ver.)」BIGBANG（2016年）
- 「GOOD BOY」GD X TAEYANG（2017年）[43]
- 「Stand Out Fit In」ONE OK ROCK（2019年 - 2020年）